# Rhagodia
Rhagodia es un género de plantas fanerógamas con 31 especies pertenecientes a la familia Amaranthaceae. Se encuentra en Australia.

## Taxonomía
El género fue descrito por Robert Brown y publicado en  Prodromus Florae Novae Hollandiae 408. 1810. La especie tipo es: Rhagodia billardierei.

## Especies seleccionadas
| - Rhagodia acicularis - Rhagodia baccata - Rhagodia billardierei - Rhagodia billardieri - Lista completa de especies |